# 補償回路
補償回路（ほしょうかいろ）とは、電気技術の一つであり、電気回路内にあって信号を補正する回路である。
代表的な補償回路は、温度変化などによってセンサやアンプの出力などに生じる無用な差異を補正するものであり、一般的には温度に対する逆特性を持った補償回路によって本来あるべき電気信号にかなり近くなるよう戻される。位相のズレによって起こる発振を防ぐためにも位相補償用の回路が必要なる。また、主に製造時に起因する特性のバラツキも補正されることがある。

## 補償回路の例
- 温度補償[1][2]
- 位相補償[3][4]